# Baptistère Saint-Jean de Poitiers
Pour les articles homonymes, voir Baptistère Saint-Jean.
Le baptistère Saint-Jean situé à Poitiers est un très ancien monument chrétien, dont l'origine remonte à la deuxième moitié du IVe - début du  Ve siècle. Bien que fortement remanié au cours des siècles, il est le bâtiment qui illustre le mieux la dépendance de l'architecture mérovingienne avec ses assises antiques, mais aussi l'abandon des principes classiques. Sauvé de la démolition en 1834, il a fait l'objet de nombreuses campagnes de fouilles donnant lieu à des synthèses controversées. Il renferme un espace muséal avec les collections mérovingiennes de la Société des antiquaires de l'Ouest.
Le baptistère Saint-Jean de Poitiers est depuis 1750 un sujet de débat entre les partisans d'un édifice chrétien et ceux d'un temple païen, mais il devient aussi un exemple de l'évolution de l'archéologie et de ses limites, d'une histoire de l'art romantique et intuitive à l'établissement de typologies.
L'intérêt et les travaux effectués sur cet édifice semblent montrer la volonté de sauvegarder ce symbole fort de la présence chrétienne dans la ville depuis l'Antiquité. Après la Révolution, sauvé de la destruction, il devient un objet de recherches scientifiques, ainsi qu'un bien patrimonial et culturel.

## Contexte historique

### Antiquité
Situé dans un quartier occupé depuis le premier siècle de notre ère par des habitations et des artisans (des échoppes ont été retrouvées sous l’Espace Mendès France), le quartier se transforme peu à peu au IVe siècle. Le développement de la ville déplace le centre du pouvoir spirituel vers le Nord, à la limite de l’enceinte antique. Un groupe cathédral est construit pendant la seconde moitié du IVe siècle. Au moment de la christianisation des villes, la cathédrale et le baptistère deviennent des édifices indispensables.
Le bâtiment conservé est construit au Ve siècle à l'emplacement d'une salle baptismale aménagée dans une domus à l'est de la cathédrale primitive.

### Moyen Âge

#### Modifications architecturales
Le plan du baptistère est modifié tout au long des VIe et VIIe siècles. À l’origine, il n’est qu’une grande salle rectangulaire avec une petite annexe à l’est. C’est une architecture assez rare pour un baptistère, bien que les aménagements de celui de Poitiers soient assez tardifs. Il est rattaché à la cathédrale par trois petites salles. La piscine est surmontée d’un ciborium, le système d’eau courante est conservé depuis l’installation dans la domus antique, l’eau est acheminée par pression dans un tuyau en plomb et est évacuée par un tuyau en terre cuite relié à un puits perdu.
Au VIe siècle, son plan est modifié avec l'organisation de nouveaux espaces intérieurs, un mur sépare le baptistère en deux salles de dimensions égales et deux absidioles rectangulaires sont construites.
L'abside est transformée et devient trapézoïdale, les absidioles sont reconstruites avec une forme semi-circulaire. On ne sait rien de la hauteur initiale du baptistère.
Le baptistère est surélevé lors de la première moitié du VIIe siècle et les trois annexes devant le monument sont détruites, les fenêtres sont remplacées par des oculi et le mur séparant les deux salles est décoré de trois arcs en plein cintre. Puis la charpente est modifiée, les frontons sur les murs nord et sud sont installés, celui sur l’abside date probablement de la même période. L'ensemble est embelli par la pose de parements et d'un décor sculpté inspirés de l’époque classique comme des frontons ou des pilastres.
En 1018, un incendie ravage la ville et endommage une grande partie de ses édifices, notamment la cathédrale primitive. Une nouvelle cathédrale romane est construite plus au nord. La salle occidentale est reconstruite à pans coupés.

#### Fonction ecclésiale
À l’époque carolingienne, quand les baptêmes ne se font plus par immersion, le baptistère est transformé en église. La première marche de la piscine est détruite et est comblée.
Le baptistère n'apparait dans les sources qu'en 1096 lorsque l’abbé Geoffroy est mentionné. Il est de nouveau question du baptistère en 1450 lors d’une demande de quête pour le réparer car très endommagé.
Aux XIe et XIIIe siècles des décors peints sont ajoutés sur les murs.

### Époque moderne
Le baptistère est érigé en paroisse, peut-être partage-t-il son territoire avec d’autres petites paroisses alentour. Les mariages et enterrements ne sont enregistrés qu’à partir de 1638, la paroisse compte 25 communiants.

### Époque contemporaine

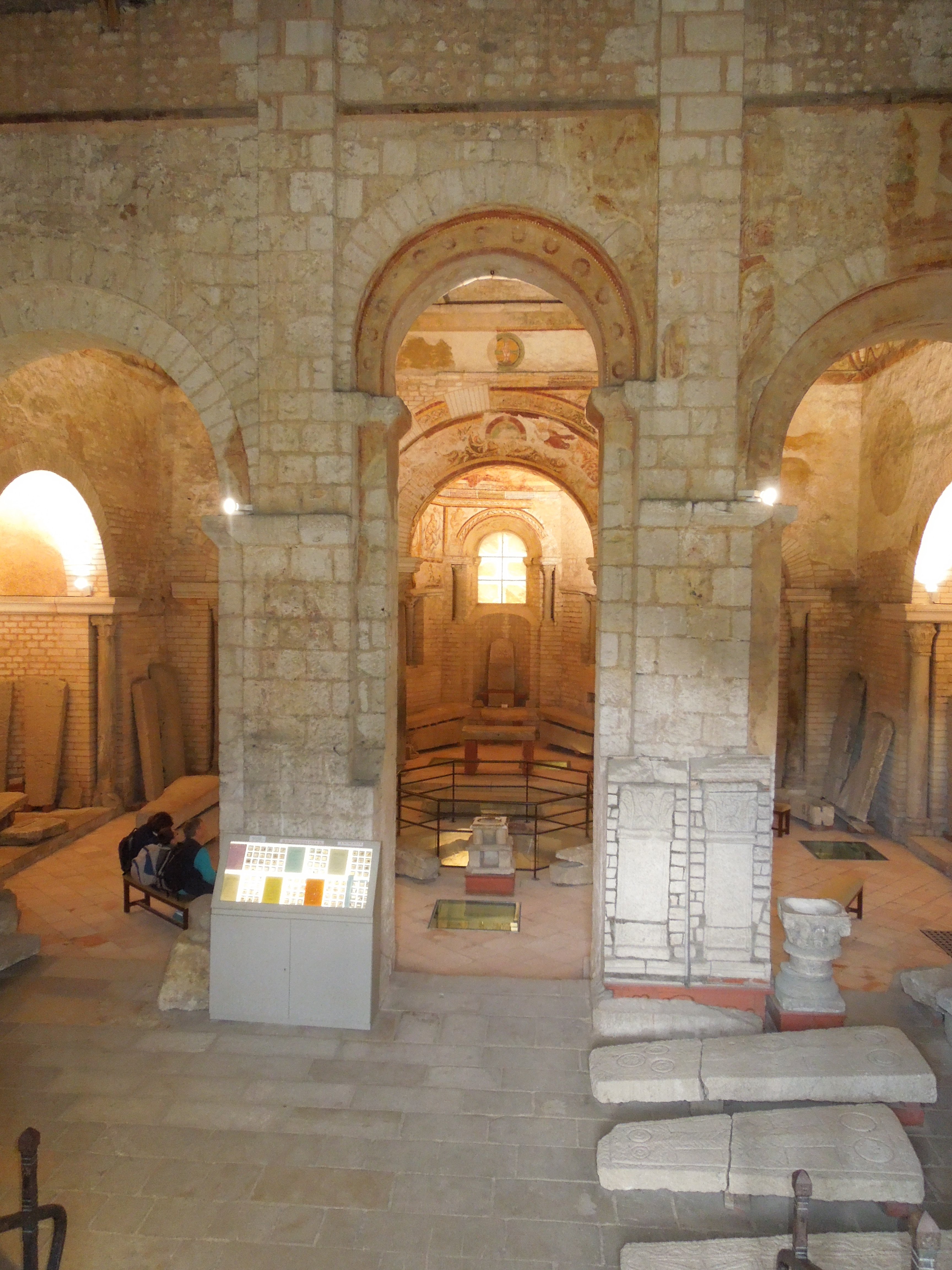
Vue ouest-est dans l'axe de la piscine

L'église Saint-Jean désaffectée en 1791. L'édifice est mis en vente comme bien national avec la sacristie et le cimetière pour 400 livres, mais ne trouve pas d'acquéreur, vu sa vétusté. Dom Mazet, futur directeur de la Bibliothèque municipale de Poitiers, obtient du préfet le retrait de la vente en 1796. Le baptistère devient la propriété de l'État. Après des réparations, il en donne la jouissance aux Hospitaliers de la ville qui en font un dépôt et un abri pour les soupes. En 1820, un fondeur de cloches installe son atelier dans le baptistère, il casse les deux dernières marches de la piscine. Il creuse un peu et l’utilise comme moule pour la refonte des cloches de Notre-Dame-la-Grande. Il est de nouveau mis à la charge du diocèse en 1822.
En projet depuis 1798, une voie entre le pont neuf et le centre-ville est relancé en 1831. Son emprise passe sur le baptistère ce qui provoque de nombreux conflits. La Société des Antiquaires de l’Ouest alors nouvellement constituée fait pression pour sauver le baptistère. Le ministre sous l'influence d'Arcisse de Caumont directeur de la Société française pour la conservation des monuments nationaux, de Charles de Chergé de la société locale d'archéologie et du préfet ordonne dès janvier 1834 l'acquisition de l'édifice par l'État. En 1836, l’État confie la gestion du monument à la SAO qui le gère toujours aujourd’hui.

## Fouilles
En 1803, Étienne Marie Siauve découvre une piscine octogonale et, à partir de 1835, de nombreuses restaurations sont accompagnées de relevés et de fouilles archéologiques. Entre 1855 et 1872, Charles Joly-Leterme reconstruit le bas des murs, les absidioles latérales et les contreforts à l'extérieur. Il découvre aussi des traces de mosaïques dans l’abside et les deux salles. Il crée un vide sanitaire autour du monument en 1869-1870. Jean Camille Formigé est chargé des travaux de 1879 à 1903. À la fin du XIXe siècle, Camille de La Croix fouille les douves et, entre 1958 et 1962, F. Eygun la salle baptismale et le sous-sol de l'abside axiale.
Entre 1995 et 2011, sept campagnes d'études portent sur les élévations extérieures, le nettoyage, les relevés, l'analyse des vestiges et des sondages.

## Synthèses

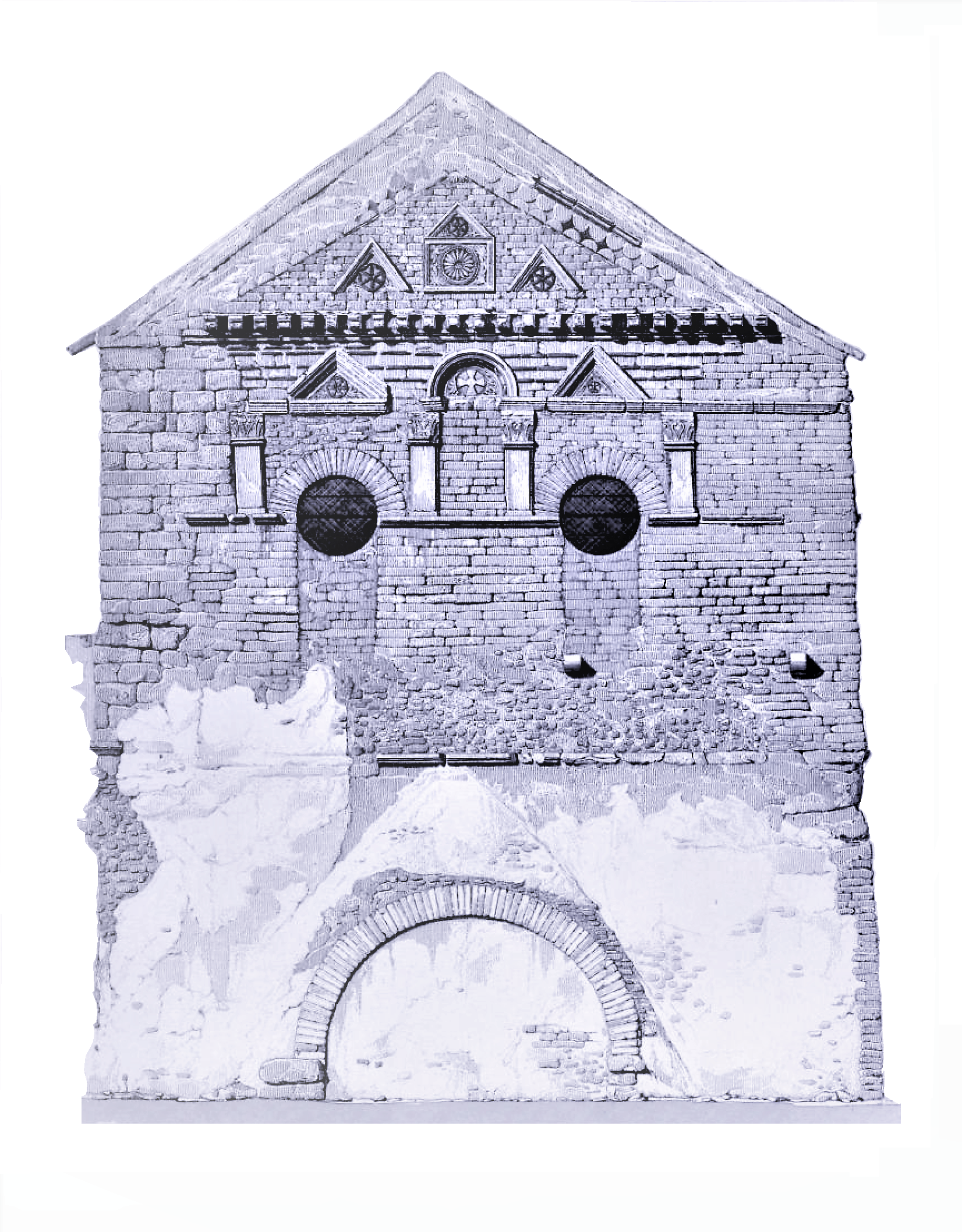
Façade sud en 1836

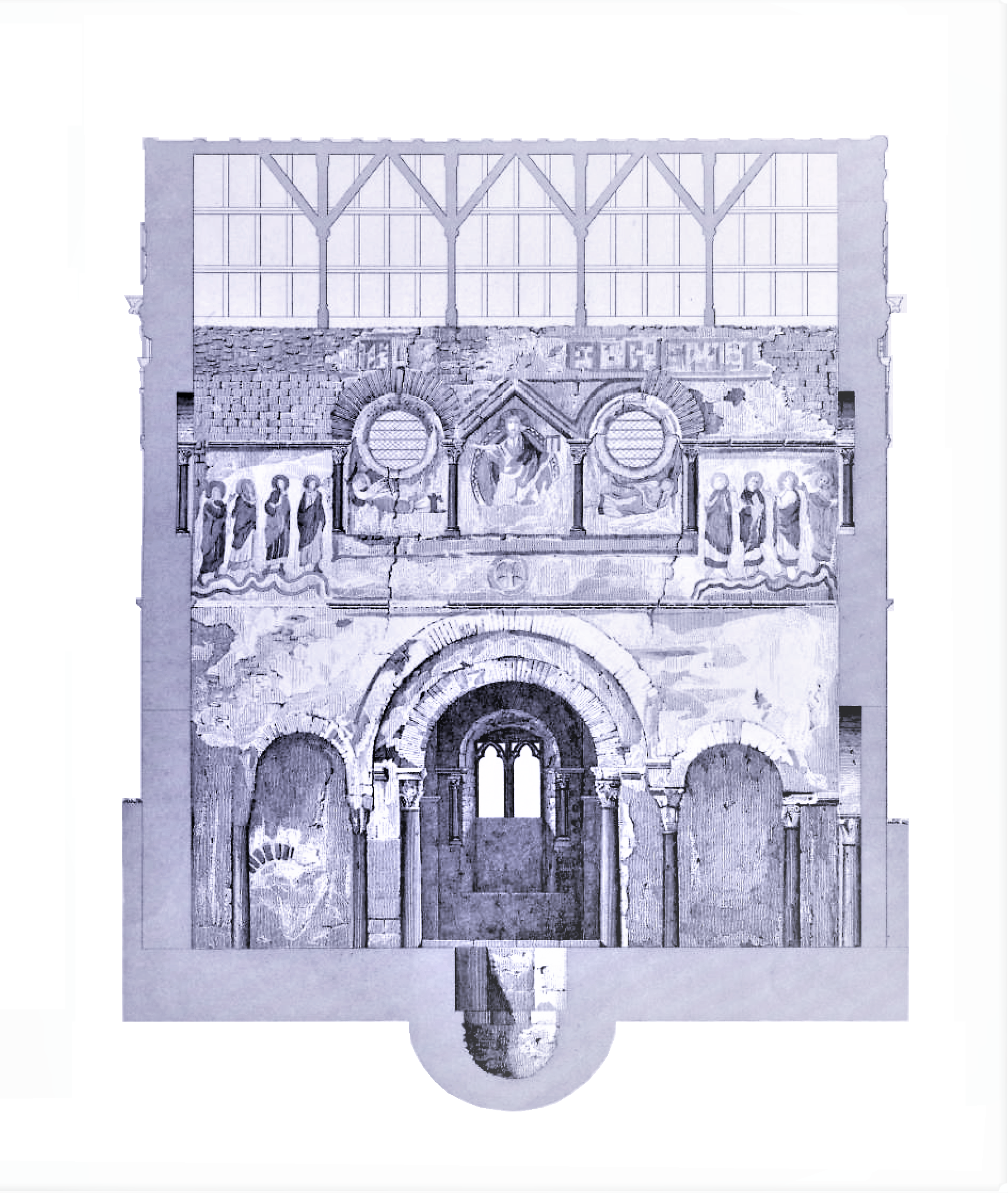
Coupe nord-sud en 1836

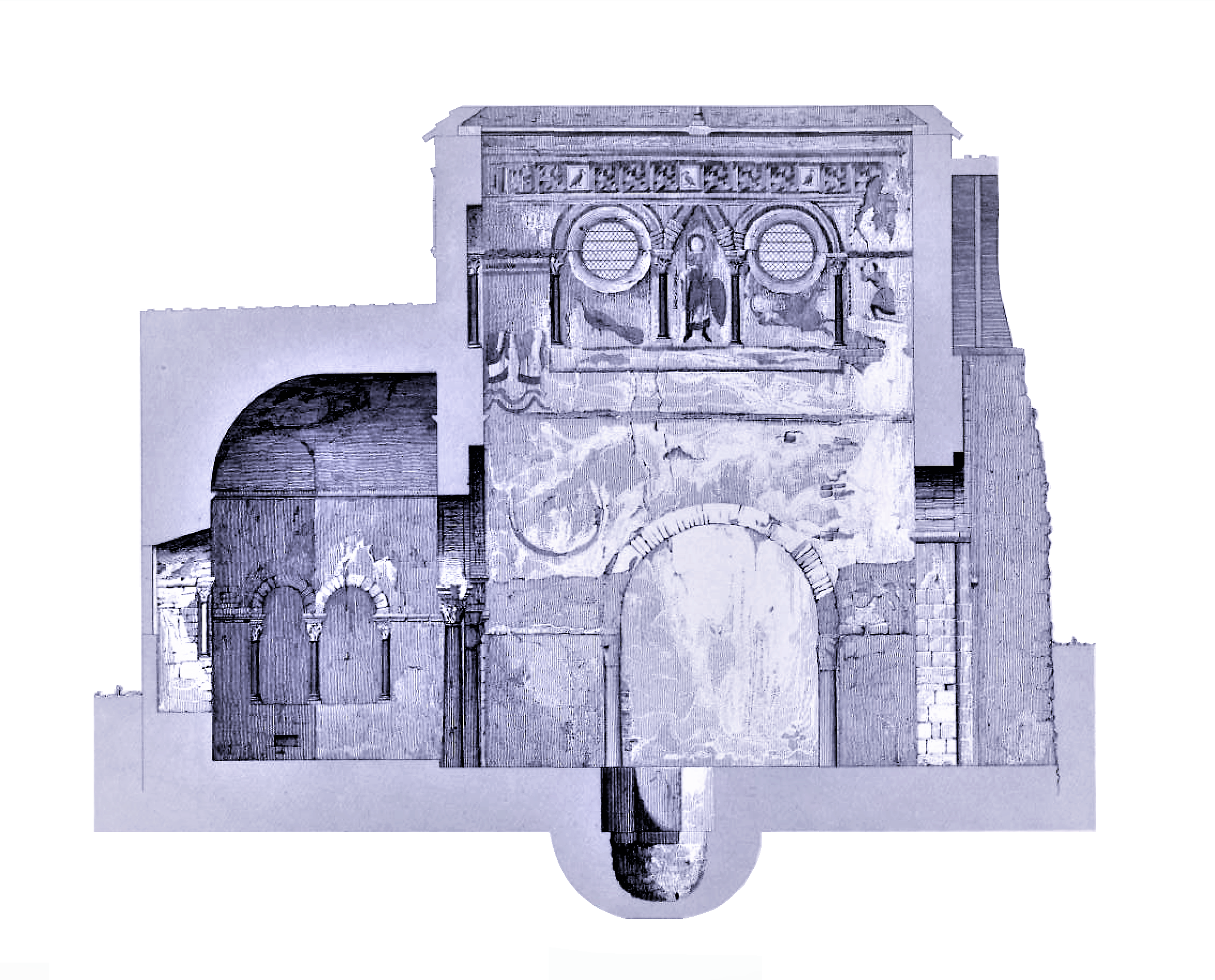
Coupe est-ouest en 1836

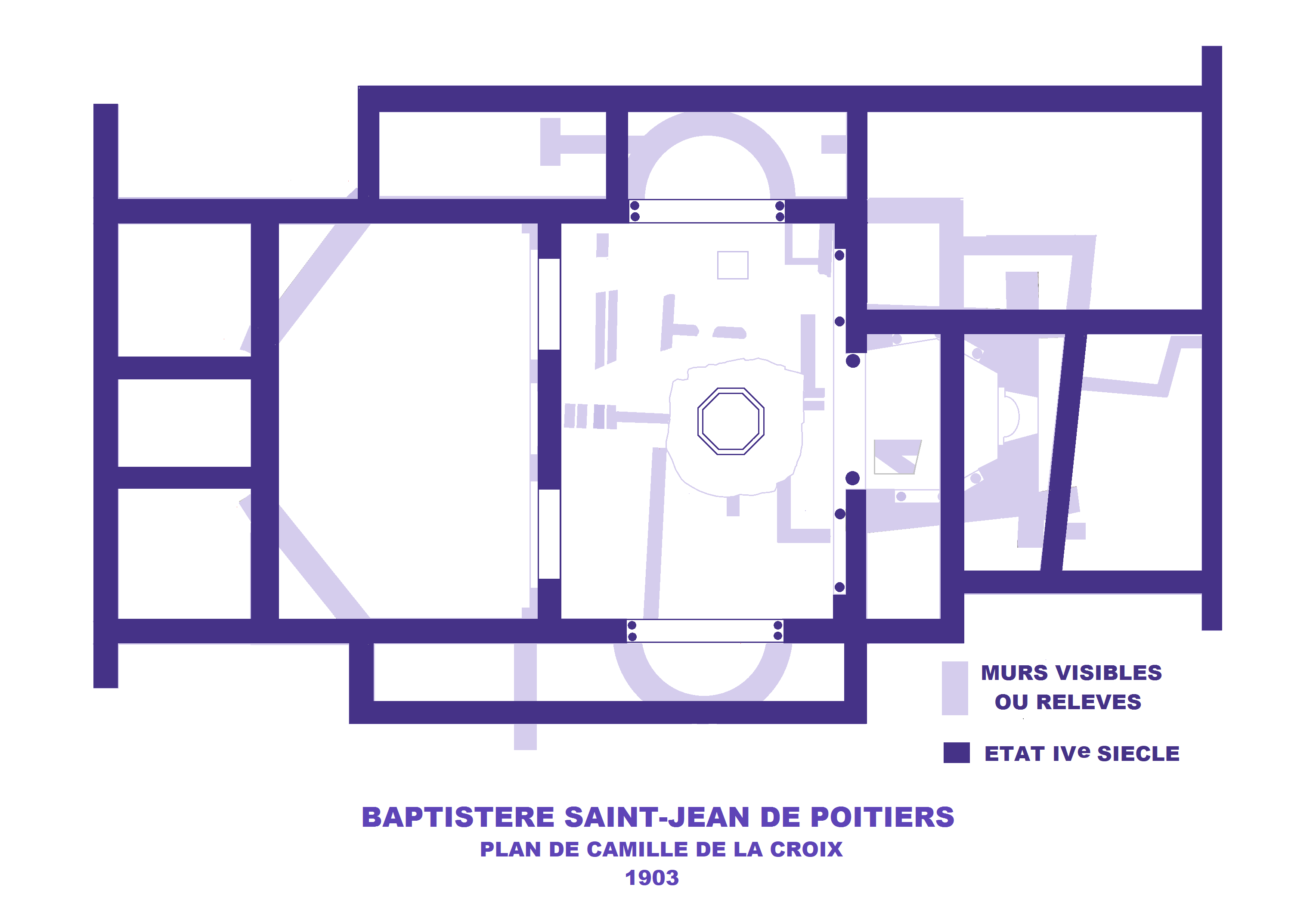
Plan au IVe siècle de Camille de la Croix, 1902

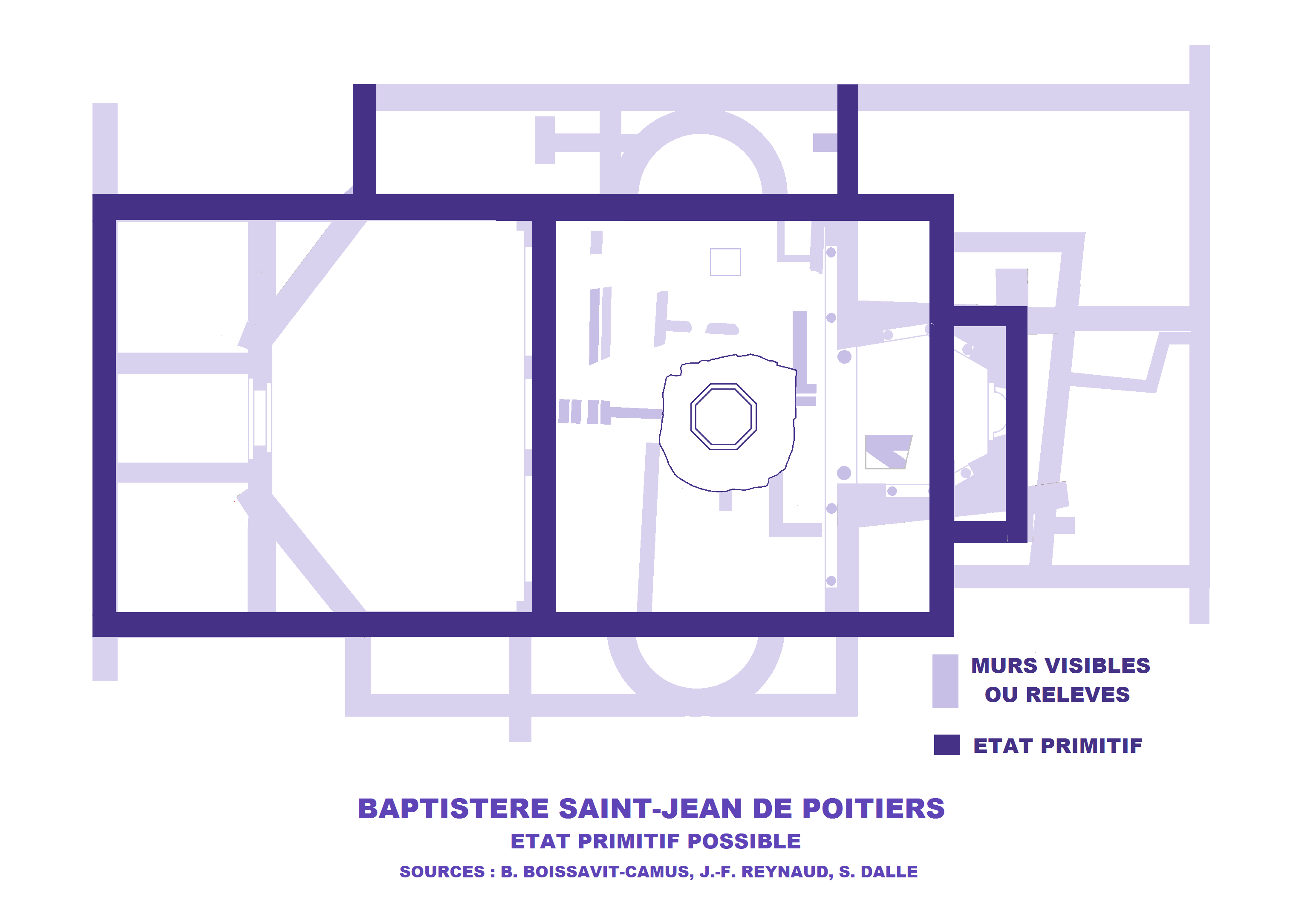
Plan possible de l'état primitif, 2011

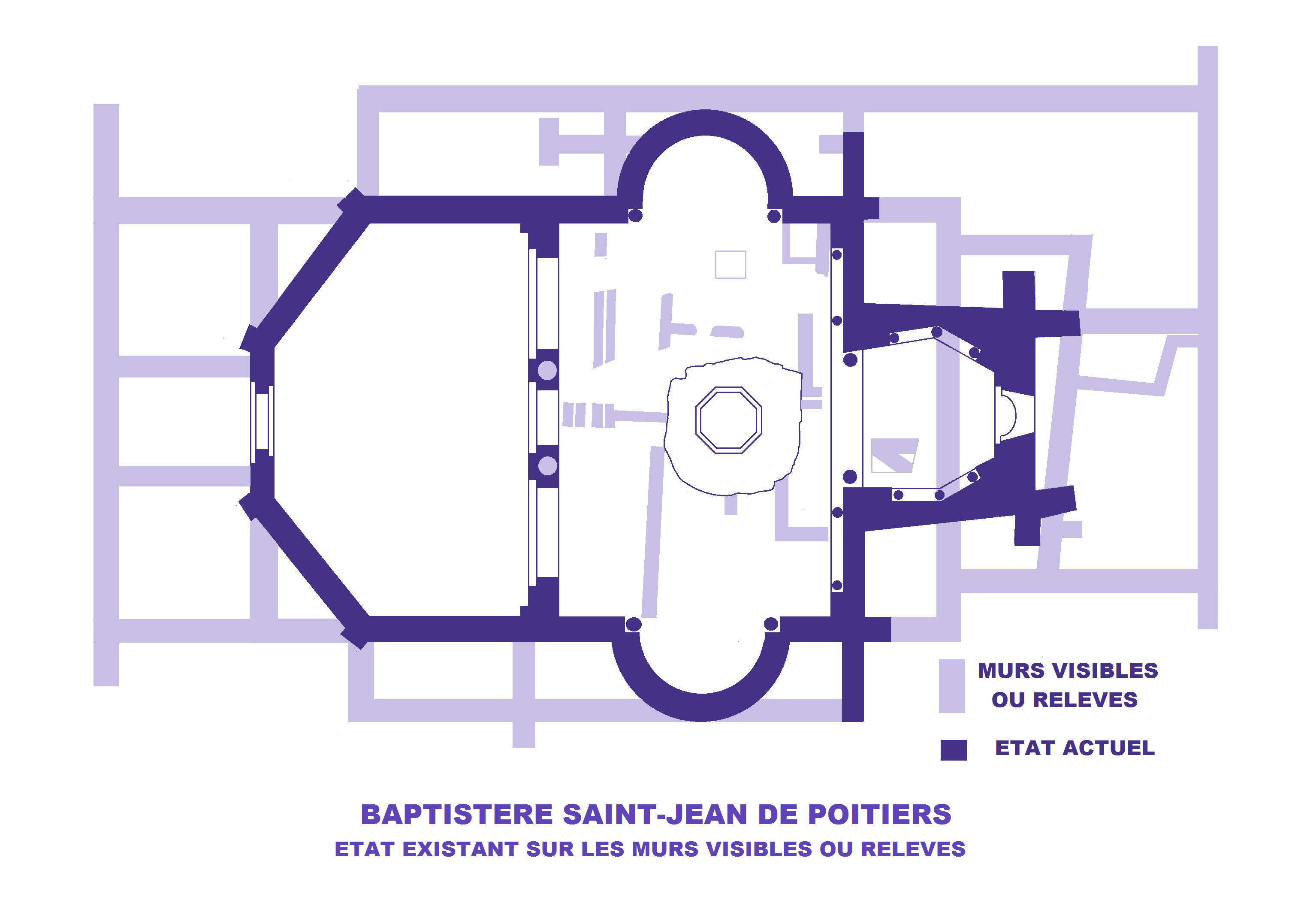
Plan de l'état existant sur les structures anciennes, 2017

### Étienne Marie Siauve
En 1804, dans son rapport sur le Temple Saint-Jean, Étienne Marie Siauve rappelle les opinions d'érudits depuis 1750 établies à partir d'un marbre découvert dans l'édifice est qui porte l'inscription : « la ville des Pictons a ordonné pour Claudia Varenilla fille du consul Claudius Varenus des funérailles, l'érection d'un bâtiment public… ». Pour certains, le temple est une construction romaine, un temple païen transformé en église chrétienne et même en baptistère. Pour Jean Lebeuf, il s'agit de l'ancien baptistère de Poitiers construit pour cette cérémonie, une construction romaine du IIIe siècle.
Espérant trouver un sarcophage, Siauve fait fouiller le 25 février 1803 le centre de la grande salle. Aux premiers coups de pics, il tombe sur un mortier très dur qui forme le revêtement d'une piscine octogonale dont les murs sont de la même nature que celle de l'édifice. Au centre de la cuve, un canal d'écoulement se dirige vers l'est en pente douce dans un tuyau de grès de trente centimètres de diamètre. Dans les déblais, il trouve des chapiteaux, des fragments de futs, des bases...
Après cette découverte, il pense que le Temple de Saint-Jean remonte au Ve, peut-être au IVe siècle, qu'il fut la seule église de Poitiers transformée en baptistère au VIIe siècle et que le porche est du Xe siècle.

### Mangon de la Lande
Prosper Mérimée, qui succède en 1834 à Ludovic Vitet comme inspecteur général des Monuments historiques, reprend, en désaccord avec Arcisse de Caumont qui croit en un baptistère du Ve  ou du  VIe siècle, le rapport de M. Mangon de la Lande. Ce fondateur de la Société des antiquaires de l'Ouest ne doute pas que le Temple de Saint-Jean fut érigé à la fin du IIIe siècle ou au début du IVe siècle pour honorer la mémoire de Varenilla une dame romaine puis transformé en baptistère beaucoup plus tard sous le vocable de saint Jean.
Pour passer du mausolée de Varenilla au baptistère, on ajoute deux bâtiments plus bas à l'avant et à l'arrière pour former une petite église. On y trouve ainsi les trois divisions nécessaires à la célébration du baptême : le porche où on introduit le catéchumène, la salle des renonciations, des promesses et des offrandes puis le sanctuaire avec la cuve sacrée,.

### Camille de La Croix
Le jésuite Camille de La Croix ne veut pas suivre les méthodes de ses devanciers et pense que des fouilles et l'étude des élévations confrontées à l'histoire locale sont nécessaires. En 1890, il obtient de la Commission des Monuments historiques le droit de poser des échafaudages qui resteront sept ans et de la ville l'autorisation d'effectuer de larges et profondes fouilles.
Le monument romain du IVe siècle est composé d'un bâtiment principal et de dépendances techniquement liées. Le premier ensemble, orienté ouest-est, comprend deux salles de surfaces inégales, dont la plus grande a pratiquement en son centre une piscine octogonale à trois marche d'une profondeur d'1,40 m avec une hauteur d'eau de 25 cm entre l'arrivée et le départ des tuyaux de terre cuite. La troisième marche de 40 cm de hauteur n'est pas immergée. À l'ouest, on trouve un porche avec trois pièces, au nord deux appartements, au sud un étroit couloir et à l'est plusieurs murs délimitant quatre espaces dont un ouvert sur la salle de la piscine. Des galeries souterraines irrégulières accessibles par des escaliers étaient peut-être reliées à une maison contemporaine des constructions primitives. Les chapiteaux, colonnes et bases sont des matériaux de réemploi. Les fouilles extérieures n'ont pas mis en évidence d'autres édifices, ce qui fait croire qu'il est isolé.
Pour ce religieux, les constructions primitives de l'édifice n'appartiennent ni à un temple, ni à un monument funéraire mais à un baptistère par immersion avec sa pièce avec piscine à trois marches, une salle contigüe où sont instruits les catéchumènes et une abside pour le trône de l'évêque construit peu après 313 et la reconnaissance du christianisme par Constantin.
Au VIIe siècle, à l'époque mérovingienne, il ne reste des constructions primitives que le bâtiment principal avec ses deux pièces. Il semble que le baptistère à immersion soit transformé en baptistère à infusion. On crée deux absides rectangulaires au nord et au sud et une abside pentagonale plus complexe à l'est. L'ensemble du bâtiment est rehaussé, des ouvertures améliorent l'éclairage et des contreforts renforcent la stabilité de l'ensemble.
Au XIe siècle, après un incendie qui n'épargne que la salle principale, des pans coupés sont édifiés à l'ouest. Le niveau du sol autour du baptistère et la porte d'entrée sont rehaussés d'environ 1,50 m et un escalier est créé.
Aux XIIe et XIIIe siècles, des fresques sont peintes sur tous les murs et les ouvertures hautes de la pièce principale transformées. Les absides rectangulaires nord et sud sont remplacées par des absides semi-circulaires.

### François Eygun
En 1951, au Congrès de la Société française d'Archéologie, Jean Hubert croit reconnaître dans les deux salles une cathédrale double (de) en contradiction avec les conclusions de Camille de La Croix.
Des fouilles effectuées en 1958-60 montrent un baptistère avec deux salles pratiquement carrées du milieu du IVe siècle édifiées sur des constructions romaines détruites en 276. De cette époque ne subsistent que la piscine et les murs de la salle baptismale jusqu'à la hauteur des fenêtres. Au début du VIe siècle, les murs sont surélevés et décorés. Les parois intérieures sont doublées avec des arcatures et trois absides sont construites. À la fin du Xe siècle, la partie ouest est démolie et remplacée par des pans coupés. Les absidioles nord et sud rectangulaires sont abattus et deviennent hémisphériques. Les nombreux remaniement rendent difficiles d'autres conclusions.

### Brigitte Boissavit-Camus
Entre 1995 et 2011, deux opérations du Conservatoire Régional des Monuments historiques et les nettoyages, relevés, enregistrements, analyses des vestiges et sondages sont confrontés aux rapports de Charles Joly-Leterme, Camille de La Croix et François Eygun. Une succession de douze états retracent l'histoire de l'édifice.
Le baptistère est construit au Ve siècle sur une maison gallo-romaine avec un système de chauffage. Les fondations d'une première piscine baptismale sont légèrement décalées par rapport à celle existante. À l'est d'une salle de 17 m x 7 m, les murs marquent la présence d'un petit chevet rectangulaire.

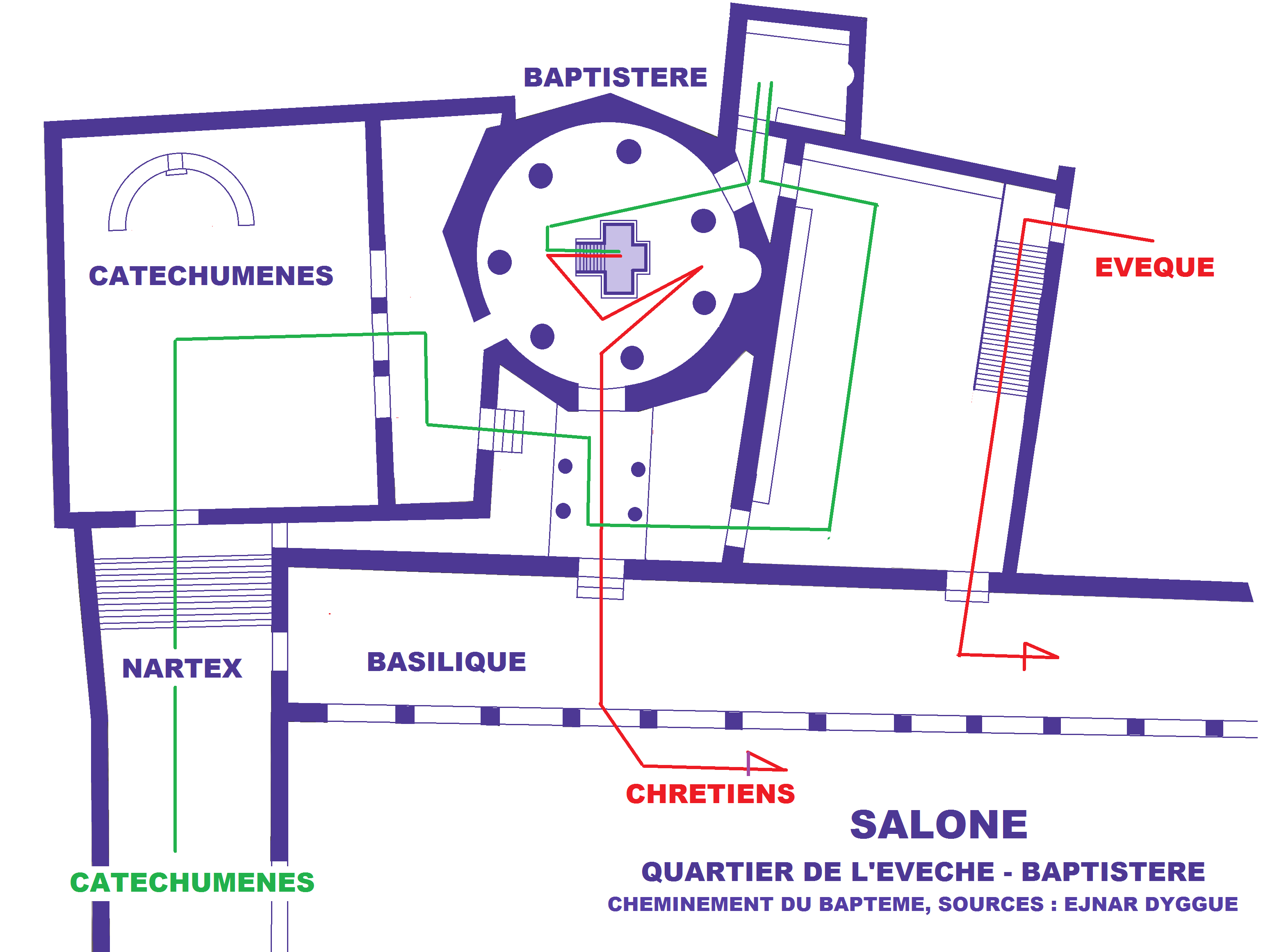
Fonctionnement du baptistère paléochrétien de Salone.

Entre cet état initial et les modifications romanes après l'incendie, on trouve cinq étapes de modifications : au cours du Ve siècle, des annexes latérales rectangulaires ; au VIe siècle, un porche situé à l'ouest entre la cathédrale et le baptistère, division de l'espace intérieur en deux salles et agrandissement de l'abside axiale certainement pour suivre l'évolution de la liturgie ; les salles annexes sont transformées en absides semi-circulaires avec l'agrandissement du chevet ; au VIIe siècle, les murs sont rehaussés avec une décoration, des frontons sont construits sur les murs nord et sud de la salle avec piscine et enfin a lieu la reprise des angles,.

### Groupe cathédral
En 1951, Jean Hubert a évoqué la possibilité d'une cathédrale double (de) et dans les années 1980, Nelly Le Masne de Clermont montre que le baptistère est à l'est de la cathédrale primitive. On trouve dans les groupes cathédraux paléochrétiens le même fonctionnement où les catéchumènes passent par une première salle, un vestiaire, la piscine puis, devenus chrétiens par la cérémonie du baptême, accèdent à l'Eucharistie dans la cathédrale. À Poitiers, on peut croire que le baptistère organisé en deux salles dont celle de la piscine avec l'abside de l'évêque est relié vers l'ouest par un portique à la cathédrale où est célébrée la messe.

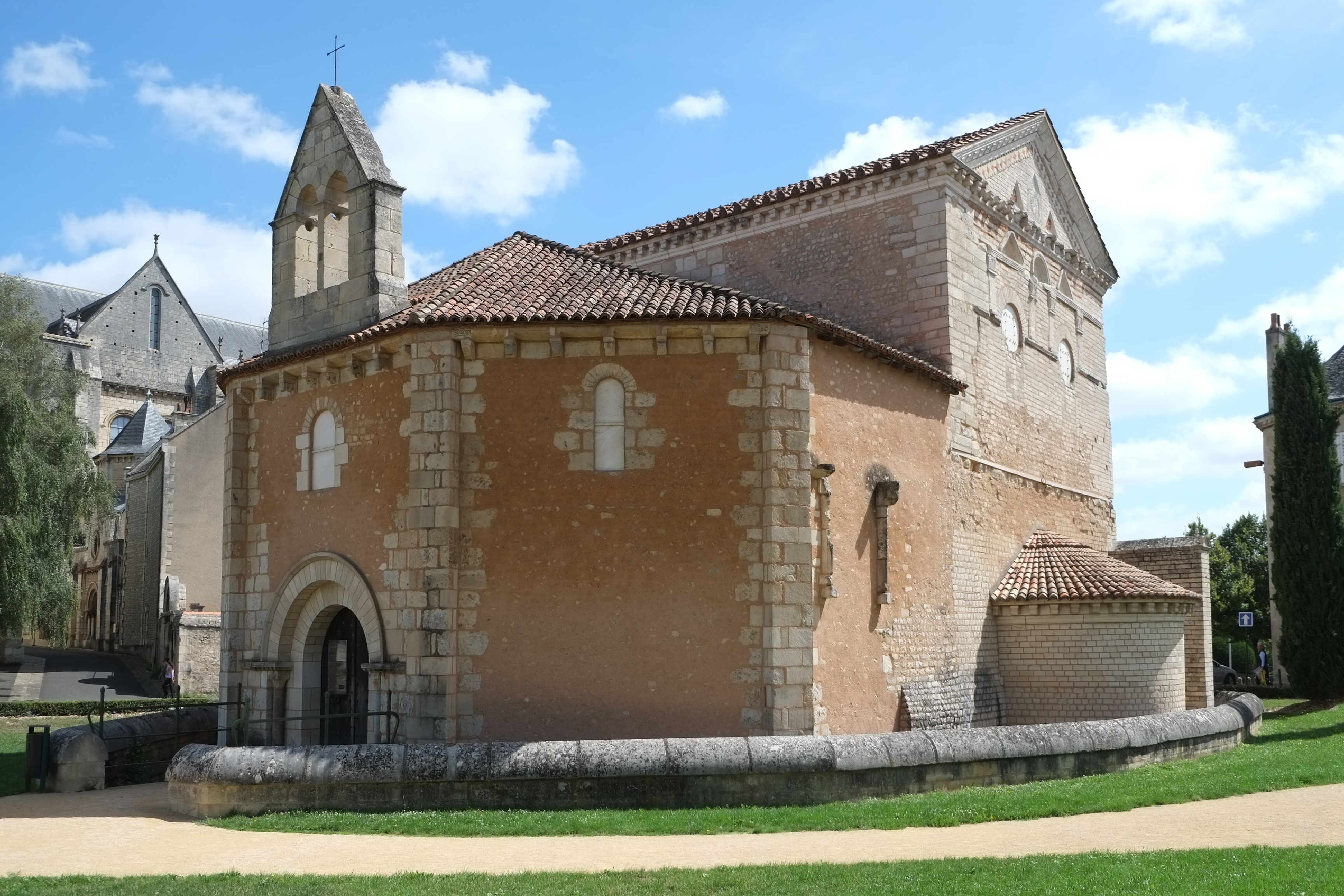
Façade ouest
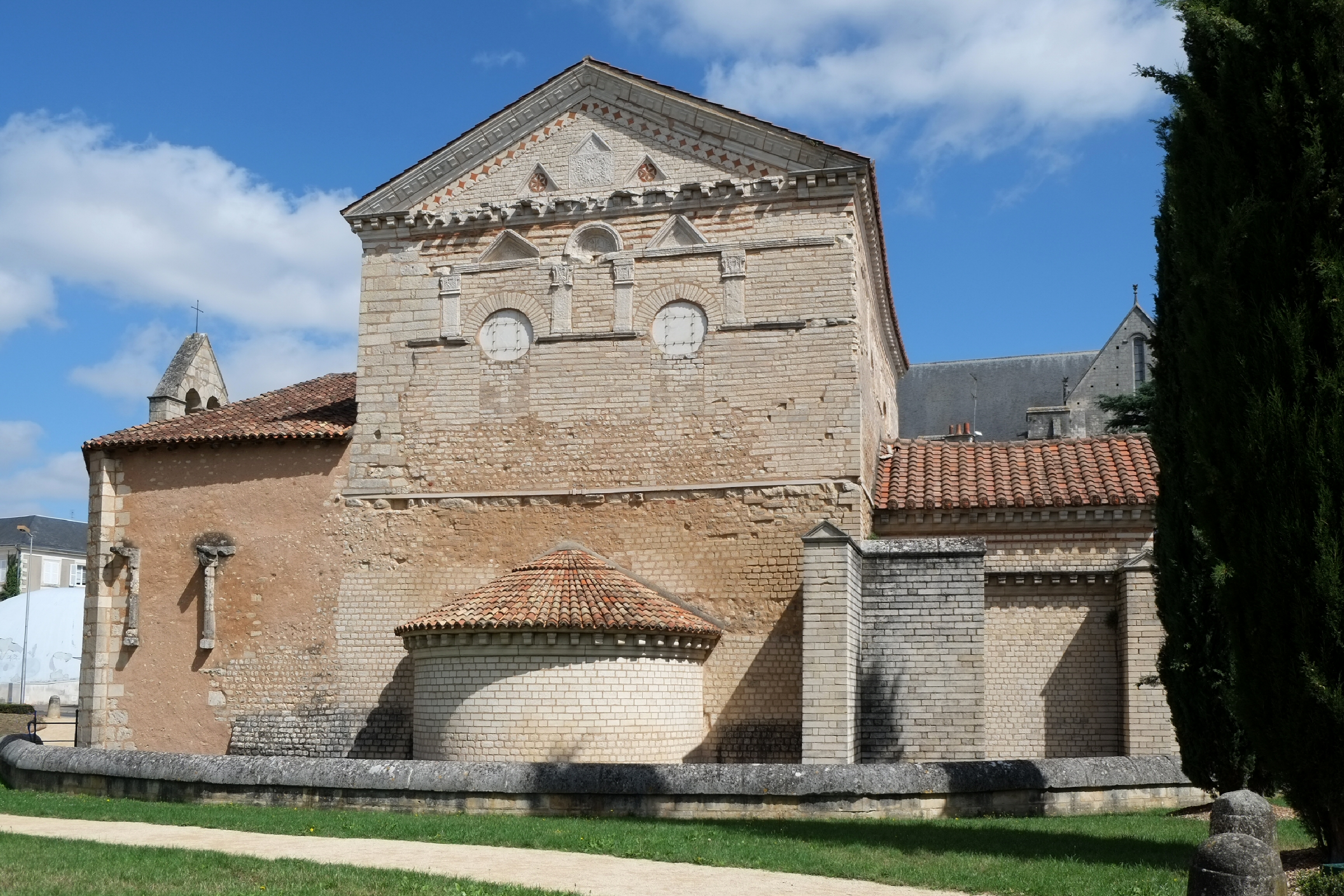
Façade sud
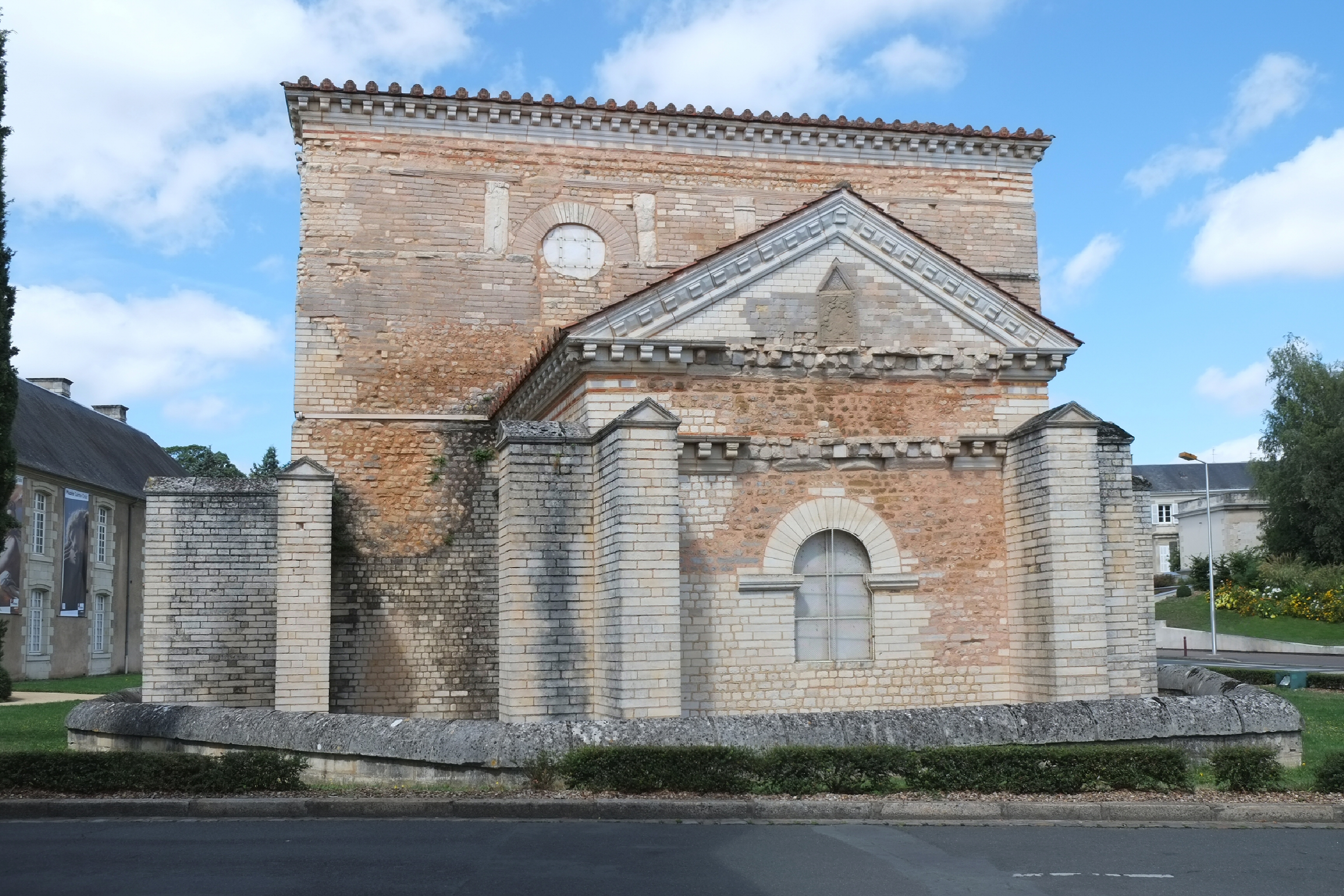
Façade est

## Visite du baptistère

### Architecture mérovingienne

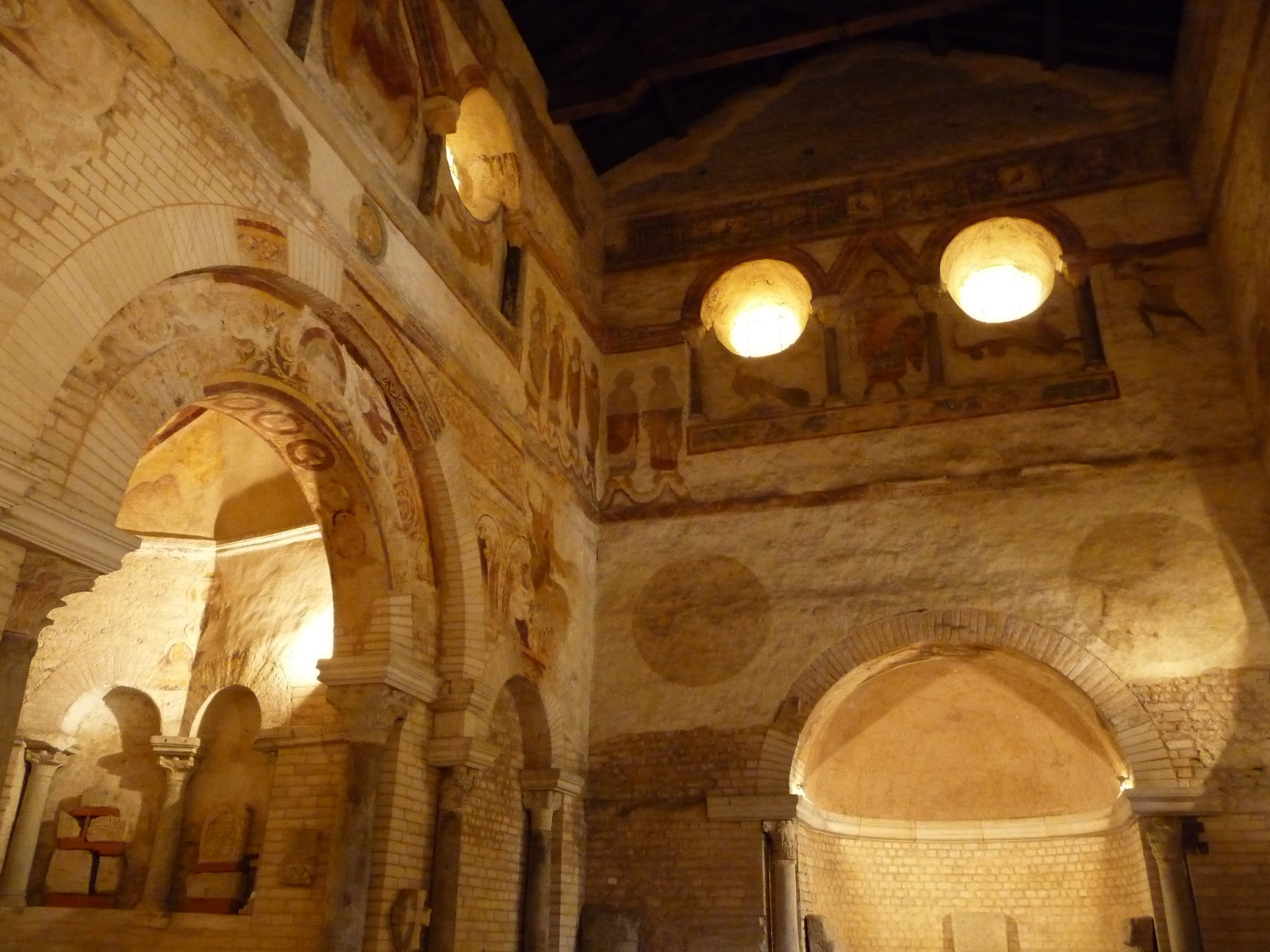
L'abside axiale et l'abside sud.

Que sa datation soit de la deuxième moitié du IVe siècle ou plus récente, son plan originel de deux salles précédées d'un portique tripartite ou d'une grande salle centrée sur la piscine, le baptistère actuel est réduit à une salle rectangulaire dotée de trois absides et est important dans la connaissance de l'architecture mérovingienne.
Il nous montre la dépendance avec ses origines antiques et particulièrement l'architecture paléochrétienne, mais aussi l'abandon des principes classiques. Cette esthétique mérovingienne a un goût prononcé pour la polychromie et l'animation des parois. Les éléments d'architecture sont employés à des fins décoratives et un libre jeu des formes remplace la rigueur de la composition. Les colonnes, les pilastres, les arcs en plein-cintre et en mitre, les corniches constituent un répertoire varié mais ils composent une ordonnance sans rapport avec les structures de l'édifice et se perdent dans la vision globale des murs. Les maçonneries de petit appareil avec des tympans, des plaques, des rosaces et des frises en marqueterie encastrée dans les murs renforcent l'impression de décor. Les chapiteaux de marbre de réemploi, pour les parties basses, sont comme des gemmes enchâssées dans l'orfèvrerie du haut Moyen Âge. Les chapiteaux en calcaire qui ornent les colonnettes sur le deuxième niveau ont été fabriqués pour le chantier, ils sont tous d'excellente facture. La vibration des formes et la richesse de couleurs qui résulte de l'assemblage de matériaux et d'éléments aussi divers rappellent certains monuments provinciaux romains.
A l’extérieur des frontons et des tympans décorés de rosaces en briques et autres décors végétaux et géométriques. Des pilastres à faibles reliefs dans un état plus ou moins satisfaisant. Des modillons anthropomorphes, zoomorphes ou géométriques ornent le haut de la salle occidentale reconstruite au XIe siècle.

### Peintures romanes
Peintes au XIe siècle (vers 1080-1120), les peintures romanes sont non seulement très bien conservées mais aussi extrêmement bien réalisées. Bien que lacunaire le programme roman du baptistère Saint-Jean est riche de plusieurs thèmes iconographiques.

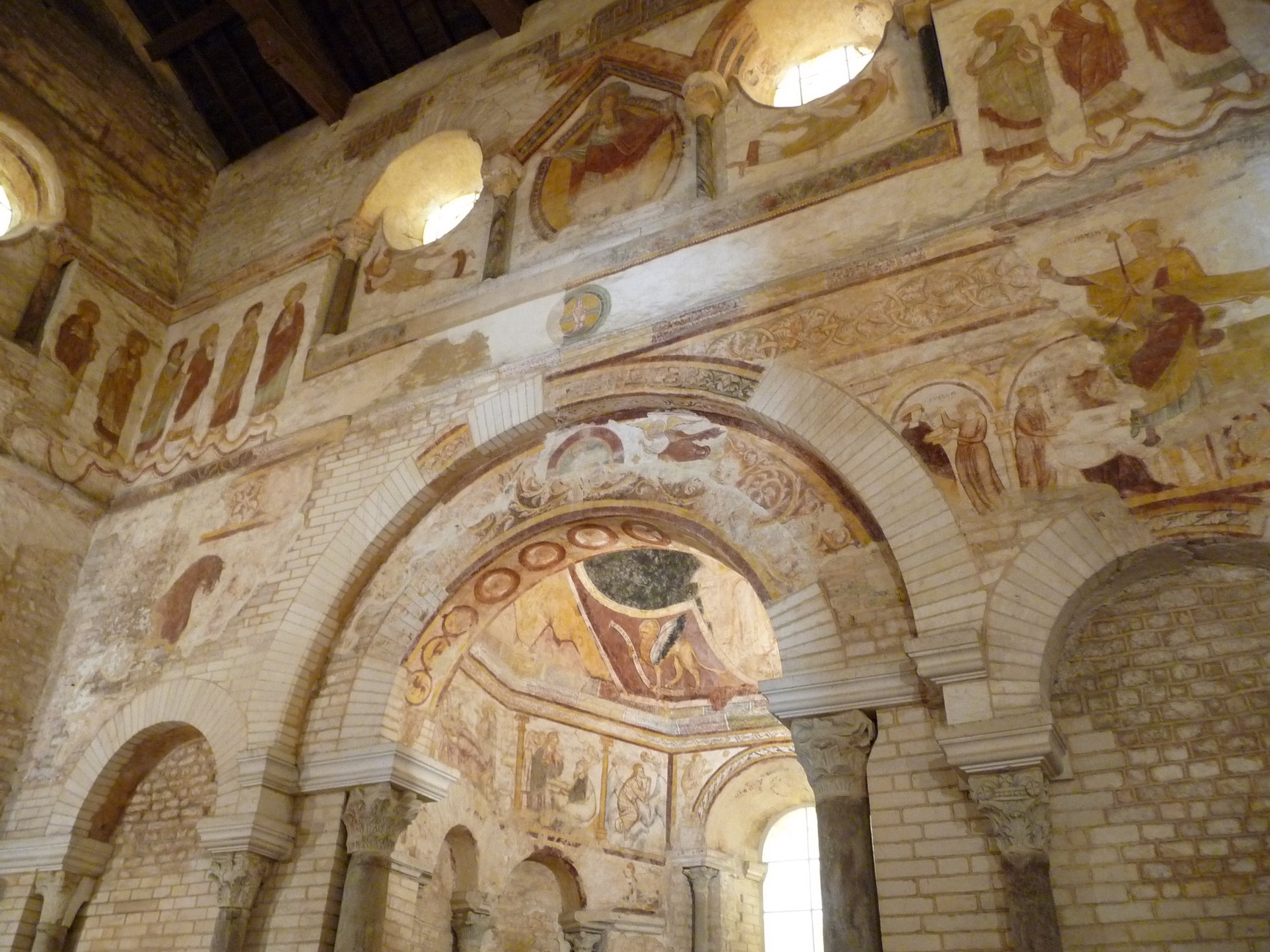
Vue sur l'abside mérovingienne.

Sur le mur Est et tout autour du baptistère une frise grecque avec effet de relief et différents oiseaux. Entre les deux oculi, un Christ avec un nimbe crucifère, en majesté dans sa mandorle tenant un livre ouvert dans lequel est inscrit EGO [SUM V]I[TA], Je suis la vie, (Jean, XIV, 6). Autour de lui, deux anges qui épousent parfaitement la forme des fenêtres, tous deux sont tournés vers les Apôtres mais désignent le Christ. Les Douze Apôtres ne sont pas reconnaissables individuellement, hormis saint Pierre à la droite du Christ. Ils sont en mouvement, et se montrent les uns aux autres la vision. Ils marchent sur des vagues représentants le monde sur lequel répandre la Parole divine. Au dessus des apôtres une inscription en latin ; ASCENDO AD PATREM [MEUM E]T PATREM [VESTRVM, DEVM ET DEVM VESTRVM]. VI[RI G]A[LIL]EI [QVIS S]TA[TIS ASPICIENT] ES IN CELVM. HIC HIESVS QVI ASVMTVS EST A VOBIS.
Sous le Christ la main de Dieu représentée dans un médaillon à croix chargés. Sur l’arc en plein cintre, un Agnus Dei et deux anges thuriféraires. Sous cet arc des personnages non identifiables dans des médaillons. Enfin, sur le dernier registre du mur, deux cavaliers de part et d’autre, le premier est complètement effacé, ne reste de la tête du cheval. A droite, le cavalier Constantin, il tient un sceptre et un orbe, il marche dans la direction du Christ, c’est le seul des quatre cavaliers dont l’identité nous soit parvenue. Sur cette partie du mur se superposent le cavalier roman et les dernières scènes du cycle de la vie de saint Jean-Baptiste, qui elles, datent du XIIIe siècle.
Sur le mur Nord, de gauche à droite pour le visiteur. Une figure profane, un paon sous chaque oculi. Sous l’arc en mitre un saint anonyme. Et enfin à droite du mur deux apôtres.
Sur le mur Ouest, les peintures sont très endommagées, un paon est toujours visible bien que pâle, un vase ocre se distingue aussi, ce vase peut faire référence au Vase de vie ou au vase utilisé pour conserver le chrême utiliser pour oindre les catéchumènes. Un deuxième paon devait se trouver à côté. Plus bas, deux autres cavaliers, l’un est complet, couronné et tenant un sceptre. Le quatrième et dernier cavalier est lui aussi endommagé, seul le haut de son corps est visible, il tient les rênes de son cheval.
Sur le mur Sud, deux apôtres, non complets. Sous l’oculus un paon, sous l’arc en mitre, saint Maurice d’Agaune, désigné ici par MAVRICIVS, il est en habit de légionnaire, martyr, ses reliques étaient conservées dans la cathédrale primitive. Sous le second oculus, un dragon faisant face à un homme brandissant une épée, symbolique du combat entre le Bien et le Mal. Entre ces deux figures, une inscription, CIL CRIA MARCI ETVRNA, traduite en « il demanda/cria grâce et s’enfuit », cette inscription est qualifiée de plus vieille inscription en langue vernaculaire connue.

### Peintures gothiques

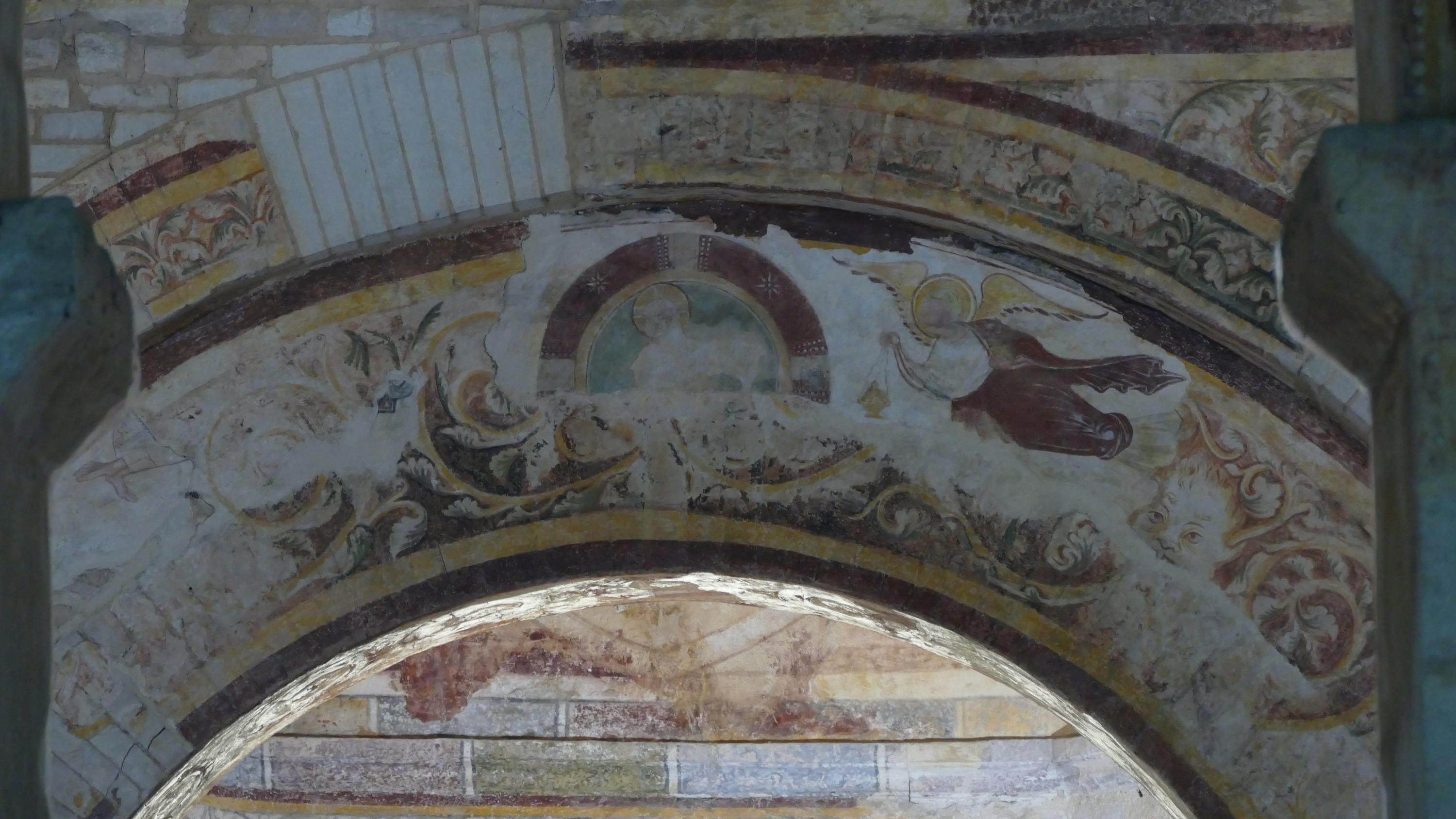
Restes de fresque gothique (rinceaux et tête de mascaron) par-dessus une fresque romane préexistante (médaillon avec l'agneau et l'ange), sur l'arc triomphal mérovingien.

Tous les murs étaient couverts de fresques mais beaucoup ont disparu. Elles peuvent être datées de la première moitié du XIIIe siècle et sur une petite partie du XIIe siècle.
Dans l'abside axiale polygonale, la voûte est occupée par un Christ assis dans une gloire quadrilobée avec quatre anges dans les écoinçons portant des phylactères avec le nom des Évangélistes. Le Christ ne bénit pas mais tient un globe dans la main gauche. Deux grandes figures de saints se développent à la tête de cette voûte. Sur l'arc triomphal de séparation entre l'abside et la salle de la piscines, la surface ne permet que des anges et des motifs ornementaux.
Sur les murs de l'abside polygonale se développe l'histoire du Précurseur saint Jean-Baptiste. À gauche : l'annonce à Zacharie, la naissance de Jean, sainte Élisabeth sur son lit contemplée par trois hommes et la sage-femme soignant l'enfant. Puis la colombe du Saint-Esprit souffle le nom de l'enfant à Zacharie et le Précurseur au désert se prosterne devant la main de Dieu. Dans l'axe de l'abside percée d'une fenêtre on voit deux anges thuriféraires. À droite une zone effacée devait recevoir le baptême du Christ et saint Jean dans sa prison. Il reste la décollation du saint avec Salomé recevant la tête et la présentant à Hérodiade.
D’autres personnages sont visibles dans l’abside comme un évêque reconnaissable par sa mitre et sa crosse, une inscription l’accompagne mais elle reste illisible.
Des traces de décors du XVIe siècle sont aussi visibles.

Fresques gothiques
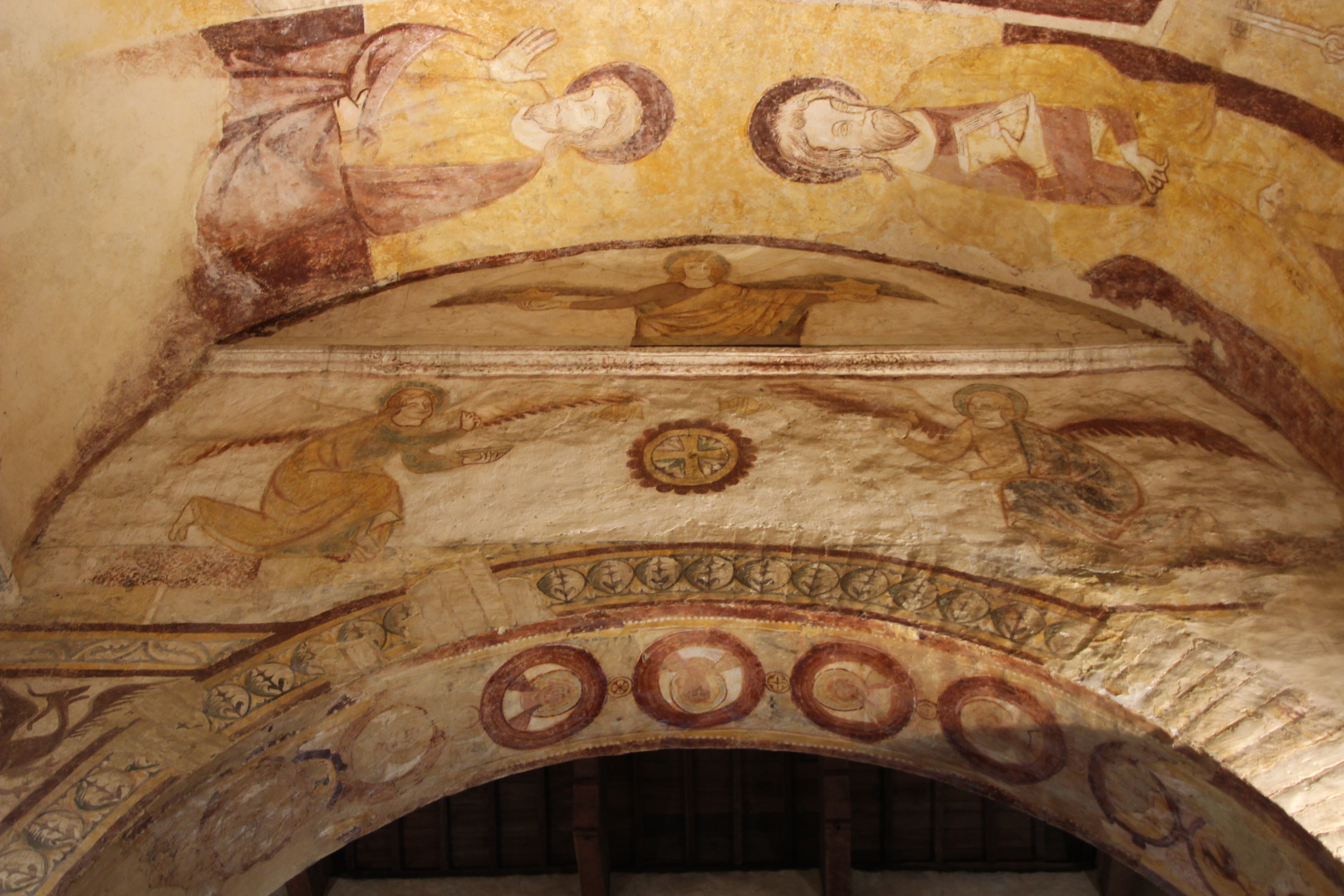
Deux figures de saints, anges et motifs ornementaux.
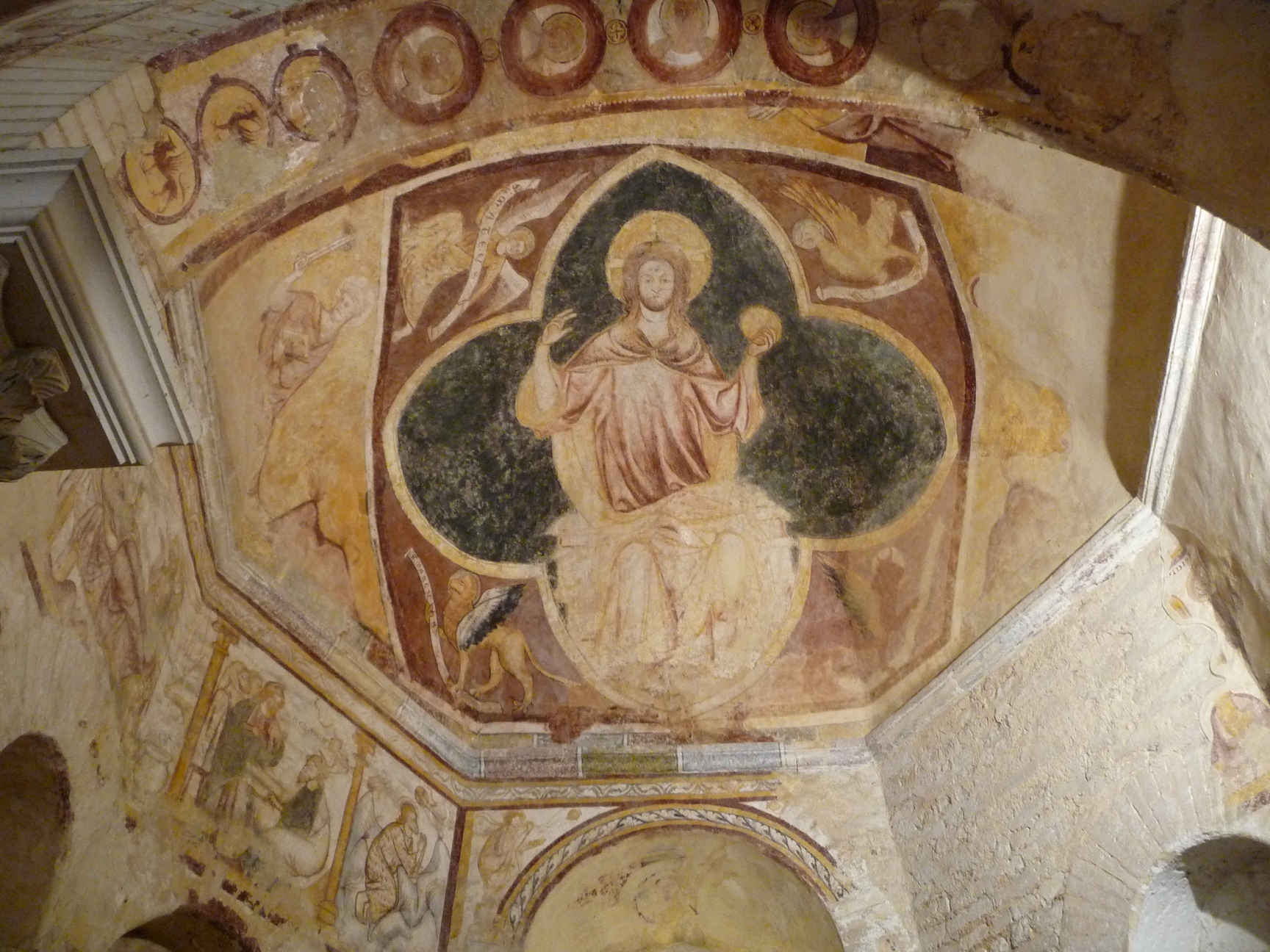
Christ en gloire portant un globe dans sa main gauche et entouré du tétramorphe.
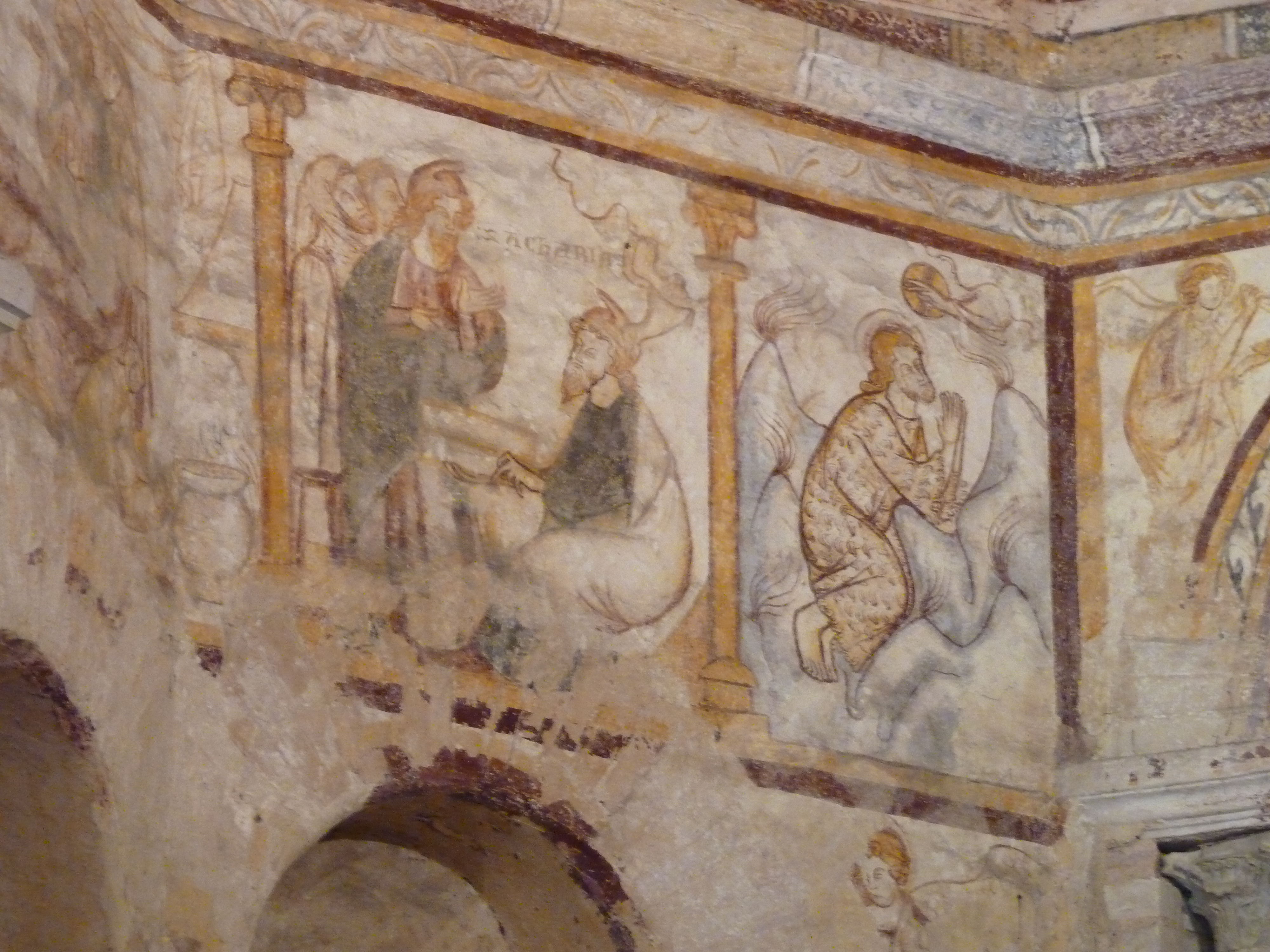
La colombe et Zacharie, Saint Jean-Baptiste et la main de Dieu
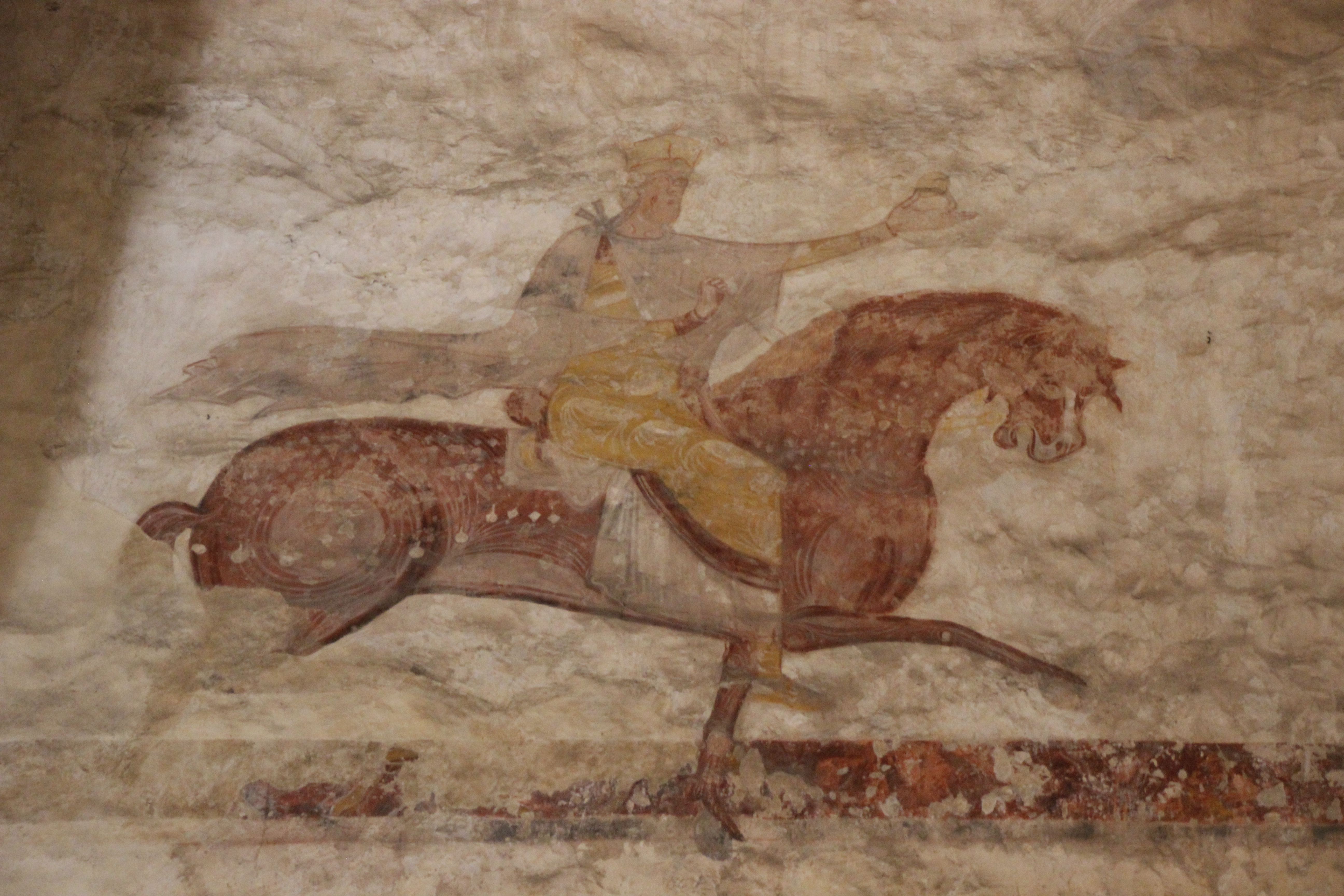
Fresque du XIIe siècle, un des quatre cavaliers.

### Musée lapidaire
La Société des antiquaires de l'Ouest et la ville considèrent le local apte à recevoir leurs collections lapidaires et l'État leur en accorde la jouissance. En juin 1838, l'église Saint-Jean devenue Musée des Antiquités de l'Ouest est ouvert.
De grands travaux sont entrepris entre 1852 et 1859 par Joly-Leterne. La collection est alors confiée aux Facultés de Poitiers. En 1885, le Père de La Croix s’occupe du transport des sarcophages et de la muséographie des tombes mérovingiennes régionales (Vienne et Deux-Sèvres) datées des VIe, VIIe et VIIIe siècles,,. En plus de cette collection le baptistère abrite des moulages réalisé par Camille de la Croix, d’éléments de décor intérieur et extérieur. Toutes ces pièces étaient destinées au Musée des Monuments français à Paris, mais la vente n’a jamais été réalisée.
Le musée, riche d’une centaine de pièce est en grande majorité composé de sarcophages. Nombreux sont ceux décorés avec une croix à trois travers, style propre à « l’Ecole du Poitou ». Pour certains cette croix est une représentation de la trinité, pour d’autres elle est purement décorative ou s’inspire de modèles antiques. Rares sont les exemples de décors zoomorphes ou anthropomorphes, mais des oiseaux ou des humains sont visibles sur quelques pièces. Beaucoup de décors géométriques très travaillés, des végétaux, rosaces et autres chrismes ornent les couvercles des sarcophages.
Les sarcophages sont en pierre du pays et de formes trapézoïdales pour la plupart, les pièces rectangulaire sont des réemplois antiques. Enfin, un sarcophage double découvert à Saint-Pierre-les-Eglises, est décoré de coussins taillés dans la pierre.
Le musée abrite aussi un magnifique autel en marbre blanc.
Le baptistère est classé sur la liste des Monuments historiques protégés en 1846.